# Marquinhos Pedroso
Marcos Garbellotto Pedroso, mais conhecido como Marquinhos Pedroso (Tubarão, 4 de outubro de 1993), é um futebolista brasileiro que atua como lateral-esquerdo. Atualmente, joga pela Portuguesa.

## Carreira

### Início
Marquinhos Pedroso é natural da cidade de Tubarão, Santa Catarina. Atuou nas categorias de base do infantil ao juniores entre os anos de 2007 a 2012. Foi revelado pelo Figueirense em 2012 e fez a sua estreia no profissional no dia 24 de junho de 2012 no empate em 1x1 com o Bahia pelo Campeonato Brasileiro. Neste primeiro ano como profissional, o jogador disputou seis partidas pelo alvinegro.

### Guarani e Novo Hamburgo
No ano de 2013, Pedroso foi buscar experiência em âmbito nacional e atuou por empréstimo no Guarani e no Novo Hamburgo.

### Figueirense
No início de 2014, Marquinhos Pedroso retornou para o Figueirense e viveu então o seu melhor momento com a camisa do clube, participando ativamente da conquista do Campeonato Catarinense. O destaque durante a competição rendeu ao jovem atleta o Prêmio Top da Bola de Jovem Revelação.

### Grêmio
No dia 25 de abril de 2014, o Grêmio anunciou a contratação do jogador por empréstimo, porém não foi aproveitado pela equipe gaúcha.

### Retorno ao Figueirense
Em setembro de 2014, retornou ao Figueirense para a disputa da Serie A do Campeonato Brasileiro de 2014 e do Campeonato Catarinense 2015, onde foi bicampeão pelo clube.

### Major League Soccer (MLS)
Teve passagem pelos times estudanienses FC Dallas e D.C. United, no último sendo companheiro do renomado jogador Wayne Rooney.

### Futebol Búlgaro
No dia 23 de julho de 2020, o Botev Plovdiv da Búlgaria anunciou a contratação do lateral-esquerdo até 2022.

### Volta ao Brasil na Portuguesa
A pedido do técnico Dado Cavalcanti foi contratado pela Portuguesa para formar o elenco que disputará o Paulistão 2024.

## Títulos
Figueirense
- Campeonato Catarinense: 2014, 2015

## Prêmios individuais
Figueirense
- Troféu de Ouro Top da Bola - Jovem Revelação do Campeonato Catarinense: 2014
- Troféu de Prata Top da Bola - Melhor Lateral Esquerdo do Campeonato Catarinense: 2014, 2015